# Le Petit Blond de la Casbah
Pour plus de détails, voir Fiche technique et Distribution.
Le Petit Blond de la Casbah est un film français réalisé par Alexandre Arcady, sorti en 2023. Il s'agit de l'adaptation de son récit autobiographique éponyme, publié en 2003.
Il est projeté en avant-première mondiale au festival Lumière 2023.

## Synopsis
Antoine Lisner, un cinéaste à succès, revient avec son jeune fils à Alger, sa ville natale, pour présenter son nouveau film intitulé Le Petit Blond de la Casbah, qui raconte l’histoire de son enfance et de sa famille dans l’Algérie d’hier. Cette comédie autobiographique se déroule à Alger dans les années 1960, en pleine guerre d’Algérie quand le cinéaste alors âgé de treize ans découvre sa passion pour le 7e art.

## Fiche technique
Sauf indication contraire, les informations mentionnées dans cette section peuvent être confirmées par la base de données cinématographiques Unifrance,  présente dans la section « Liens externes ».
- Titre original : Le Petit Blond de la Casbah
- Réalisation : Alexandre Arcady
- Scénario : Alexandre Arcady, d'après son récit autobiographique éponyme
- Réalisateur seconde équipe : Alexandre Aja
- Musique : Armand Amar et Anne-Sophie Versnaeyen[1]
- Décors : Tony Egry
- Costumes : Valérie Adda
- Photographie : Gilles Henri
- Son : Ahmed Maalaoui
- Montage : Manu de Souza
- Production : Alexandre Arcady et Diane Kurys
- Sociétés de production : Alexandre Films et New light Films
- Société de distribution : Dulac Distribution (France)
- Pays de production :  France
- Langue originale : français
- Format : couleur - Scope
- Genre : comédie dramatique
- Durée : 128 minutes
- Dates de sortie :
  - France : 17 octobre 2023 (Festival Lumière)[1] ; 15 novembre 2023 (sortie nationale)
  - Belgique : 6 décembre 2023[2]

## Distribution
- Léo Campion : Antoine Lisner
  - Patrick Mille : Antoine, adulte
- Marie Gillain : Dinah, la mère d'Antoine
  - Françoise Fabian : Dinah, âgée
- Christian Berkel : Sania, le père d'Antoine
- Judith El Zein : Blanche, la soeur de Dinah
- Pascal Elbé : Jacob, l'époux de Blanche
- Dany Brillant : Claude dit "Coco"
- Jean Benguigui : Lisa, la mère de Dinah, Blanche et Coco
- Michel Boujenah : M. Benaïm
- Olivier Sitruk : Dr  Daniel Benaïm
- Iman Perez : Josette
  - Valérie Kaprisky : Josette, adulte
- Rona Hartner : Pierrette
- Moussa Maaskri : Hadi
- Jean-Claude de Goros : M. Ferro
- Smaïn : M. Farès
- Franck Dubosc : l'employé d'EGA
- Matthias Van Khache : le directeur du ciné-club
- Abbes Zahmani : Kamel
- Pierre Abbou : le gardien de cimetière
- Tom Hygreck : l'officier parachutiste
- Léo Angel : Thomas, le fils d'Antoine

## Production
En 2003, Alexandre Arcady publie un récit autobiographique, intitulé Le Petit Blond de la Casbah, et attend, plus de vingt ans, pour se plonger dans l'adaptation de son livre.
Le tournage commence en septembre 2022, à Tunis, puis à Alger et s'achève en novembre à Paris,.
La musique du film est composée par Armand Amar et Anne-Sophie Versnaeyen qui retrouvent le réalisateur après les trois derniers films, Comme les cinq doigts de la main (2010), Ce que le jour doit à la nuit (2012) et 24 Jours (2014).